# Amy Okuda

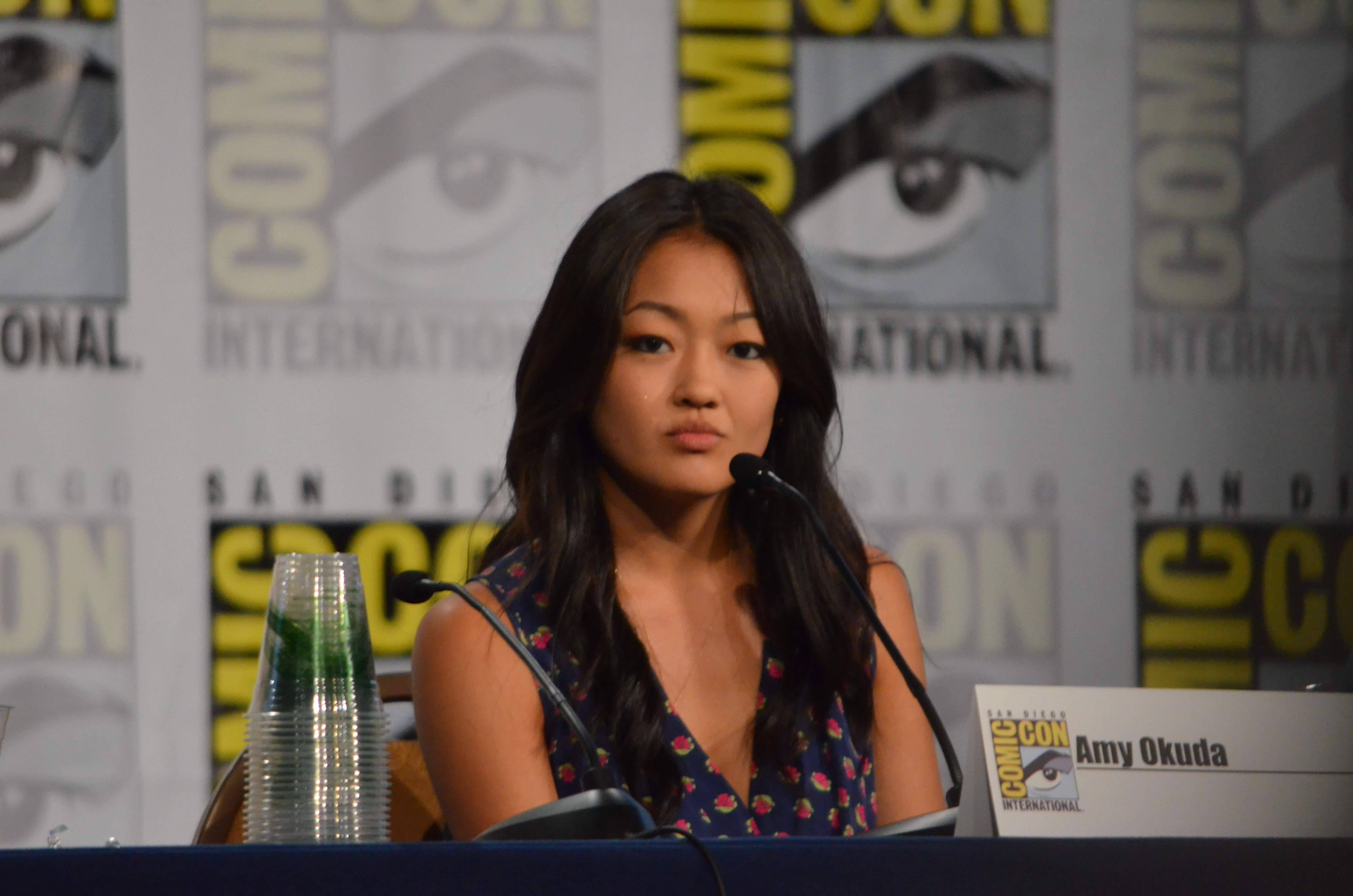
Amy Okuda im Juli 2012

Amy Kei Okuda (* 6. März 1989 in Torrance, Kalifornien) ist eine US-amerikanische Schauspielerin und Model.

## Leben
Okuda spielte in ihrer Kindheit Basketball und begann zu tanzen, später fing sie mit der Schauspielerei an. Ihre Karriere begann sie als Tänzerin in Musikvideos sowie als Print-Model in Werbeanzeigen für Apple und Verizon. Bekannt wurde sie für ihre Auftritte in The Guild und Atypical.

## Filmografie (Auswahl)
- 2007: Californication (Fernsehserie, Episode 1x05)
- 2007–2012: The Guild (Fernsehserie, 55 Episoden)
- 2011: B-Sides (Fernsehserie, Episode 1x10)
- 2012: Jane by Design (Fernsehserie, Episode 1x06)
- 2012: Away We Happened
- 2012: My Gimpy Life (Fernsehserie, Episode 1x02)
- 2012: BFFs (Fernsehserie, 6 Episoden)
- 2012: Shake It Up – Tanzen ist alles (Shake It Up, Fernsehserie, Episoden 2x29–2x31)
- 2012: Bite Me (Fernsehserie, 5 Episoden)
- 2013: The Middle (Fernsehserie, Episode 4x19)
- 2013: Crash & Bernstein (Fernsehserie, Episode 1x25)
- 2013: Chastity Bites
- 2013: It’s Dark Here
- 2014: Grey’s Anatomy (Fernsehserie, Episode 10x20)
- 2014: Bleach (Fernsehfilm)
- 2014: Awkward – Mein sogenanntes Leben (Awkward., Fernsehserie, Episode 4x16)
- 2014, 2017: Brooklyn Nine-Nine (Fernsehserie, 2 Episoden)
- 2015: A to Z (Fernsehserie, Episode 1x10)
- 2015: Die Trauzeugen AG (The Wedding Ringer)
- 2015: Bound to Vengeance
- 2015: Hello, My Name Is Doris
- 2015: The Man in the High Castle (Fernsehserie, Episoden 1x05–1x06)
- 2015–2016: How to Get Away with Murder (Fernsehserie, 11 Episoden)
- 2016: Scream Queens (Fernsehserie, Episode 2x07)
- 2016–2018: The Good Place (Fernsehserie, 5 Episoden)
- 2017: MacGyver (Fernsehserie, Episode 2x10)
- 2017–2018: Atypical (Fernsehserie, 14 Episoden)